# Secretaría de Salud

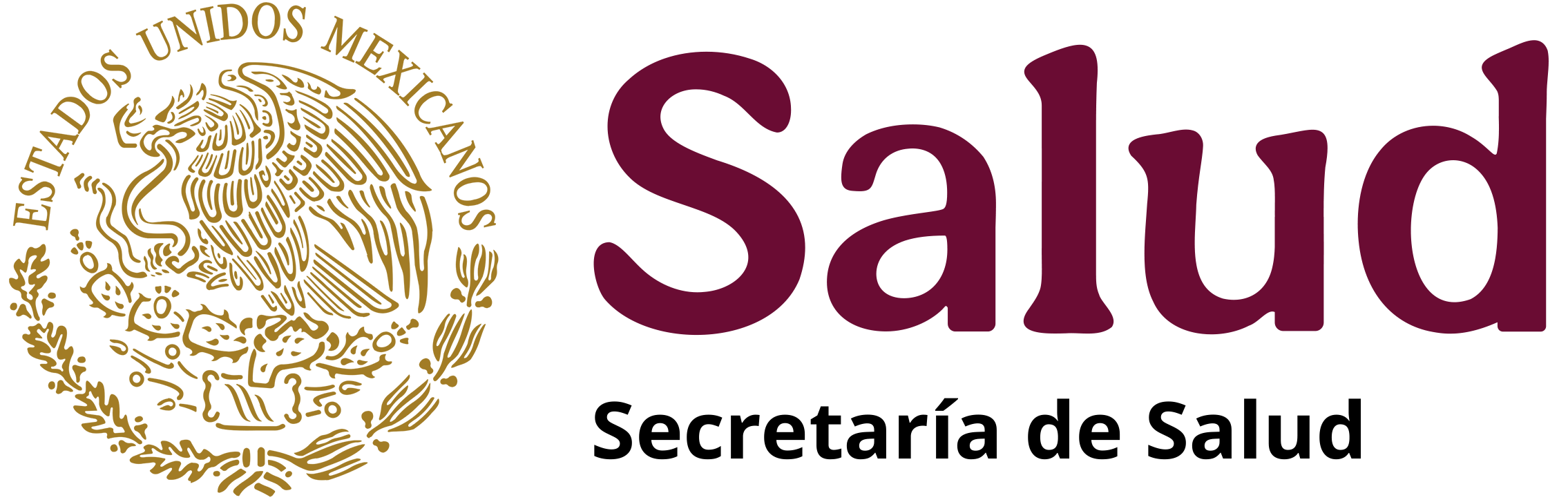
SALUD

Das Secretaría de Salud (SALUD) ist das politische „Sekretariat (der Regierung) für Gesundheit“ in Mexiko, vergleichbar mit einem Gesundheitsministerium.
Es wurde 1938 als „Sekretariat für Sozialfürsorge“ (Secretaría de Asistencia Social) gegründet, 1940 umgegliedert und umbenannt zum „Sekretariat für Heilsamkeit und Fürsorge“ (Secretaría de Salubridad y Asistencia) und trägt seinen heutigen Namen seit 1982.

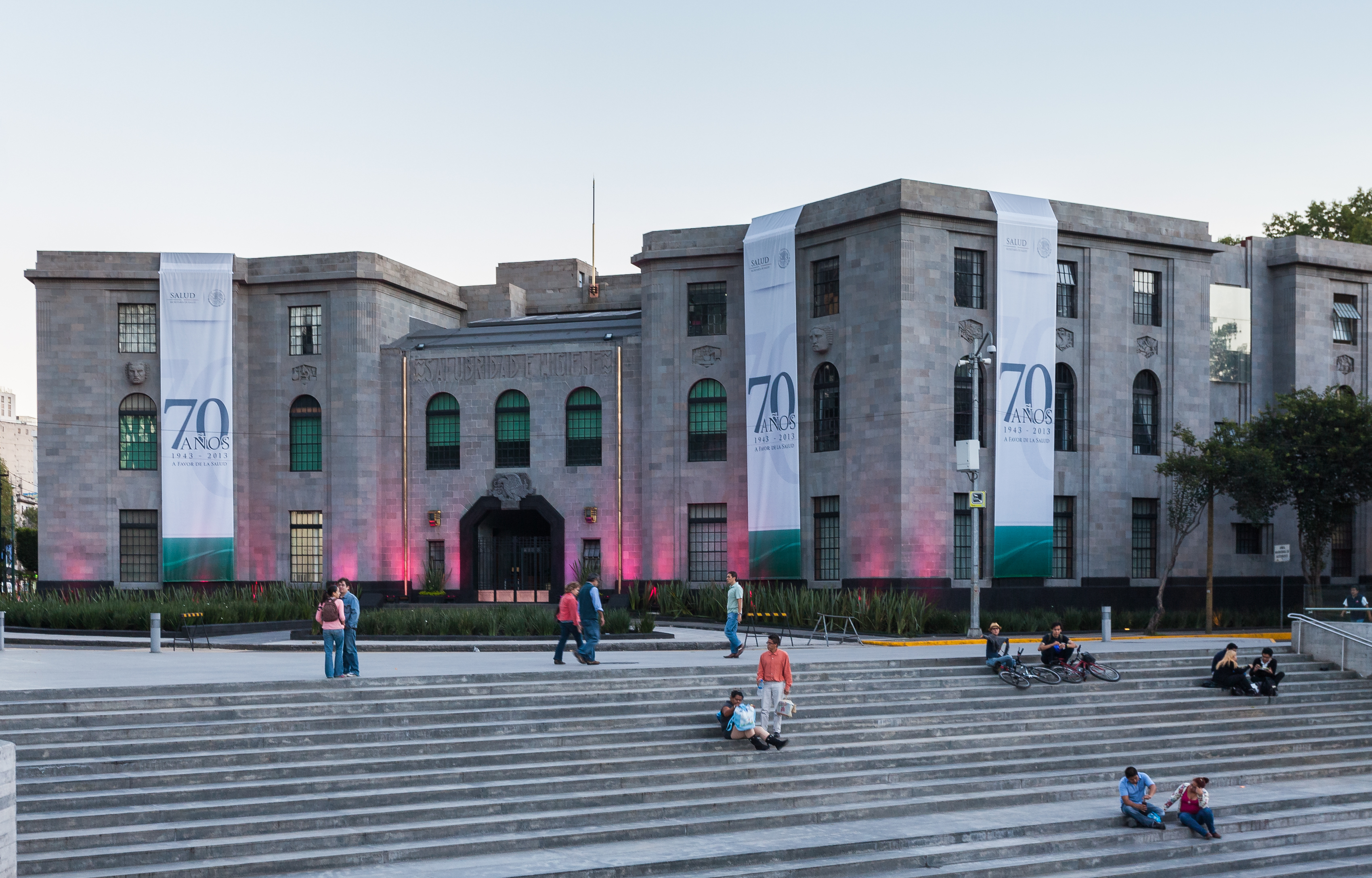
Amtssitz des Ministeriums

Das Zentralgebäude des SSA wurde vom mexikanischen Architekten Carlos Obregón Santacilia 1925 fertiggestellt.

## Bisherige Sekretäre
Das Amt eines „Secretario“ / einer „Secretaria“ der Regierung in Mexiko ist vergleichbar mit dem eines Ministers einer Staatsregierung.
| Amtsinhaber                                        | Amtszeit                                     | Präsident                                    | Zeitraum                                     |
| Secretario / Secretaria de Asistencia Social       | Secretario / Secretaria de Asistencia Social | Secretario / Secretaria de Asistencia Social | Secretario / Secretaria de Asistencia Social |
| -------------------------------------------------- | -------------------------------------------- | -------------------------------------------- | -------------------------------------------- |
| Enrique Hernández Álvarez                          | 1938–1939                                    | Lázaro Cárdenas del Río                      | 1934–1940                                    |
| Silvestre Guerrero                                 | 1935–1940                                    | Lázaro Cárdenas del Río                      | 1934–1940                                    |
| Secretario / Secretaria de Salubridad y Asistencia |                                              |                                              |                                              |
| Gustavo Baz Prada                                  | 1940–1946                                    | Manuel Ávila Camacho                         | 1940–1946                                    |
| Rafael Pascasio Gamboa                             | 1946–1952                                    | Miguel Alemán Valdés                         | 1946–1952                                    |
| Ignacio Morones Prieto                             | 1952–1958                                    | Adolfo Ruiz Cortines                         | 1952–1958                                    |
| José Álvarez Amézquita                             | 1958–1964                                    | Adolfo López Mateos                          | 1958–1964                                    |
| Rafael Moreno Valle                                | 1964–1968                                    | Gustavo Díaz Ordaz                           | 1964–1970                                    |
| Salvador Aceves Parra                              | 1968–1970                                    | Gustavo Díaz Ordaz                           | 1964–1970                                    |
| Jorge Jiménez Cantú                                | 1970–1975                                    | Luis Echeverría                              | 1970–1976                                    |
| Ginés Navarro                                      | 1975–1976                                    | Luis Echeverría                              | 1970–1976                                    |
| Emilio Martínez Manautou                           | 1976–1980                                    | José López Portillo                          | 1976–1982                                    |
| Mario Calles                                       | 1980–1982                                    | José López Portillo                          | 1976–1982                                    |
| Secretario / Secretaria de Salud                   |                                              |                                              |                                              |
| Guillermo Soberón Acevedo                          | 1982–1988                                    | Miguel de la Madrid                          | 1982–1988                                    |
| Jesús Kumate Rodríguez                             | 1988–1994                                    | Carlos Salinas de Gortari                    | 1988–1994                                    |
| Juan Ramón de la Fuente                            | 1994–1999                                    | Ernesto Zedillo                              | 1994–2000                                    |
| José Antonio González Fernández                    | 1999–2000                                    | Ernesto Zedillo                              | 1994–2000                                    |
| Julio Frenk Mora                                   | 2000–2006                                    | Vicente Fox                                  | 2000–2006                                    |
| José Ángel Córdoba Villalobos                      | 2006–2011                                    | Felipe Calderón Hinojosa                     | 2006–2012                                    |
| Salomón Chertorivski Woldenberg                    | 2011–2012                                    | Felipe Calderón Hinojosa                     | 2006–2012                                    |
| Mercedes Juan López                                | 2012–2016                                    | Enrique Peña Nieto                           | 2012–2018                                    |
| José Narro Robles                                  | 2016–2018                                    | Enrique Peña Nieto                           | 2012–2018                                    |
| Jorge Alcocer Varela                               | 2018–                                        | Andrés Manuel López Obrador                  | 2018–                                        |